# 다니엘 코멘
다니엘 키픈게티치 코멘(스와힐리어: Daniel Kipngetich Komen, 1976년 5월 17일 ~ )은 케냐의 육상 선수다. 그는 현재 실내 종목과 실외 종목에서 3000m 기록을 보유하고 있다.

## 생애
코멘은 칼렌진 사람들의 케이요 하위 지파이며, 케냐 리프트 밸리 지방의 농촌 지역에서 자랐다.